# Гандини, Франческо
Франческо Гандини (итал. Francesco Gandini; 1722—1778) — итальянский живописец и гравёр, работавший в России.
Франческо Гандини родился в 1723 году в Болонье, учился у Бонини, прибыл в Россию вместе с Стефано Торелли в 1758 году.
До приезда в Россию сделал рисунки с картин Дрезденской галереи старых мастеров, а также с разных картин Торелли. В 1763 году был определён преподавателем рисования в Санкт-Петербургскую академию Наук, а также в 1766—1768 годах состоял преподавателем Императорской Академии художеств.
Им сделаны рисунки к описанию погребения Императрицы Елизаветы Петровны, которое не было издано. Также им были выгравированы офортом портреты: Рюрика, Иоанна IV и патриарха Филарета (виньетки в «Истории Петра Великого» Туманского).